# 1111
1111 (MCXI) var ett normalår som började en söndag i den julianska kalendern.

## Händelser

### April
- 12 april – Motpåven Silvester IV avsätts.

### Okänt datum
- Henrik V kröns till tysk-romersk kejsare av påven Paschalis II, efter att kejsaren fängslat denne och framtvingat såväl kröning som ett erkännande av investiturrätten.
- Balduin VII blir greve av Flandern.

## Födda
- Agnes av Babenberg, storhertiginna av Polen.

## Avlidna
- 3 mars – Bohemund I av Antiokia, furste av Taranto och Antiochia.
- 5 oktober – Robert II av Flandern.
- Ghazali, persisk teolog och mystiker.
- Felicia Cornaro, ventiansk dogaressa och de facto politiker.